# Johann Friedrich Herbart
Herbart, Johann Friedrich (Herbart János Frigyes) (Oldenburg, 1776. május 4. – Göttingen, 1841. augusztus 14.) német filozófus, neveléstudós, pedagógus. A neveléstudomány tudományos megalapozója a 19. században. A század közepén kialakult Herbart-i pedagógiai iskola (herbartizmus) névadója. Elmélete a pszichológia-tudomány történetére is hatást gyakorolt.

## Életpályája
Már gyermekkorában feltűnt sokoldalú tehetségével. Középiskolai tanulmányainak befejezése után a jénai egyetemre ment, ahol filozófiát, matematikát és irodalmat tanult. Érdeklődése a pedagógia iránt már ekkor felébredt. 1797 és 1800 között házitanító volt egy berni patrícius családnál. Hazautazása előtt meglátogatta burgdorfi iskolájában Johann Heinrich Pestalozzit, akinek eszméi és gyakorlati nevelői munkája felkeltette, elmélyítette érdeklődését. 1802-ben a göttingeni egyetem magántanára lett. 1808 végén a königsbergi egyetem hívta meg, ahol egy negyedszázadig Immanuel Kant egykori tanszékén egyetemi tanár. 1833-tól haláláig ismét a göttingeni egyetemen tanított.

## Pedagógiai rendszere
Konzervatív beállítottsága ellenére nem volt érzéketlen a polgárságnak már a felvilágosodás pedagógiájában kifejezésre jutó törekvéseivel szemben. Pedagógiai rendszerét két nevezetes munkájában, az Allgemeine Pädagogik aus dem Zweck der Erziehung abgeleitet (Általános pedagógia a nevelés céljából levezetve, 1806) és az Umriss pädagogischer Vorlesungen (Pedagógiai előadások vázlata, 1835) című munkáiban fektette le. E művekben kifejtett pedagógiája a nevelés célját megszabó etikára, valamint a célhoz vezető utat mutató pszichológiára, illetve az ezeket a tudományokat magában foglaló herbarti filozófiára épül. Jénai professzorának, Johann Gottlieb Fichtének szubjektív idealista ismeretelméletével ellentétben Herbart a tudattól függetlenül létező világot tételez. Ennek végső elemei szellemi természetű, egyszerű, oszthatatlan és változatlan atomok, az ún. reálék. A dolgok érzékelhető tulajdonságai és változásai csupán az egymással érintkező reálék külsőleges járulékai. Álláspontja tehát agnosztikus (megismerésünk csak a jelenségvilágra korlátozódik) és metafizikus (a mozgás és változás a természetben és a társadalomban csak látszólagos, a reále lényegét nem érinti). Szerinte ilyen, önmagában nem, hanem csak változásaiban megismerhető reále az emberi lélek is. A külső világ változásai indítják megnyilvánulásra, amelyek közül a legelemibb a képzet. Gondolkodás, érzés és akarás a képzetek egymáshoz való viszonyából fakadnak.
Mechanisztikus lélektanának pedagógiai következményei nyilvánvalóak: a nevelőnek nem kell egyebet tennie, mint a növendék lelkében helyes képzeteket keletkeztetnie, és a képzetek viszonyát úgy szabályoznia, hogy érzelmei és akarata a célnak megfeleljenek. A nevelésnek ezt a célját, az erényt az etika határozza meg. Az erény az ún. erkölcsi eszméknek megfelelő akarat és cselekvés. Herbart idealista felfogásának megfelelően ezek az erkölcsi eszmék (belső szabadság, tökéletesség, jóakarat, jog és méltányosság) semmiféle tapasztalatra nem vezethetők vissza, közvetlenül beláthatóknak kell lenniük. A pedagógia feladata az egyén erkölcsi fejlődésének a biztosítása, mégpedig minden hivatástól függetlenül. Megvalósításához céltudatos, tervszerű és szervezett nevelésre van szükség.
A nevelésnek tehát a növendék egyénisége és a környezet által megszabott határok között az emberré válásban nagy szerepe van. Herbart a nevelés három alapvető funkcióját különbözteti meg: a kormányzást (Regierung), az oktatást (Unterricht) és a vezetést (Zucht).
A kormányzás még nem igazi nevelés, inkább csak annak előkészítése. Szükségessé az teszi, hogy a gyermek valamiféle „szilaj heveskedésre" való hajlammal jön a világra, és ezt el kell benne fojtani, a gyermeket vak engedelmességre kell szoktatni, mert különben magának is, környezetének is ártalmára lehet. A kormányzás eszközei a foglalkoztatás, a felügyelet, a fenyegetés, a parancs és a tilalom, a jutalmazás és a büntetés. Testi büntetést Herbart szerint csak végső esetben szabad alkalmazni. Megengedett viszont az élelem megvonása vagy a gyermek sötét szobába való bezárása megkötözött kézzel. Mindamellett nem hiányozhat a kormányzásból a tekintély és szeretet sem. Célja a külső rend megteremtése, mindannak a megszüntetése, ami az oktatást zavarhatná; nem a jövőre, hanem a jelenre irányul. Következésképp inkább a kisgyermekkorban van helye. Mivel pedig az egyéni rátermettséget és a jellem formálását gátolja, mennél előbb el kell tűnnie a nevelésből.
Az oktatás közvetlen célja Herbart szerint a sokoldalú érdeklődés kialakítása, egyúttal azonban az erkölcsnevelést is szolgálja. Érdeklődésről akkor beszélhetünk, ha tudásunk kiegészülni vágyik. Ebből következik, hogy az érdeklődés a megszerzett ismeretekhez van kötve, amelyeket viszont az oktatás nyújt. Ennek alapján szól Herbart nevelő oktatásról. Hogy azonban célját eredményesen megoldhassa, magának az oktatásnak is érdekesnek kell lennie. Fel kell keltenie a tanuló figyelmét, ébren kell tartania várakozását, hogy ha az anyag alkalmat kínál rá, erkölcsösen cselekedjék is. Az érdekes oktatás a tanuló egyéniségéből és személyes tapasztalatainak köréből indul ki. Az oktatás menete lehet pusztán ábrázoló, analitikus vagy szintetikus. Az ábrázoló oktatásban a pedagógia a tárgyat átfogó szemléltetéssel jeleníti meg. Az analitikus oktatásban a már korábban szerzett képzetek elemekre bontása, helyesbítése és rendezése folyik. A szintetikus oktatás tervszerűen építi tovább a tanulók ismereteit. Az anyag eredményes szellemi elsajátításának feltétele, hogy az oktatás alkalmazkodjék az ismeretszerzés egymást törvényszerűen követő szakaszaihoz. Közülük az első az elmélyedés (Vertiefung), az észlelés vagy gondolkodás elmélyülése a tárgyban, a figyelem minden mástól való elvonatkoztatásával. A második az eszmélkedés (Besinnung), az új képzeteknek a tudatba való beletagolása. Mindkét fázisnak lehet nyugvó és haladó szakasza. Az elmélyedés nyugvó szakasza az oktatásban a világosság (Klarheit) foka, amely a tárgy elemeire bontott, világosan tagolt észlelését biztosítja a tanulónak. Az elmélyedés haladó szakaszában, az asszociáció (Assoziation) fokán az új képzetek szabad társulása, kapcsolódása jön létre a már ismert képzetekkel, főként szabad beszélgetés keretében. A nyugvó eszmélkedést képviseli a rendszer (Systhem) foka. Ekkor az újonnan szerzett képzetek a tantárgy tudományos rendszerében nekik jutó helyet foglalják el a tanuló tudatában. A haladó eszmélkedés fokát Herbart a módszer (Methode) elnevezéssel illeti. Ez az iskolai oktatásban a megszerzett ismeretek önálló alkalmazását, legmagasabb formájában pedig az önálló tudományos munkát jelenti. A tanulók életkorától függ, vajon az oktatás mind a négy fokon áthalad-e. Herbart az oktatási fokokról szóló elméletét elsősorban az ismeretek nagy összefüggő egészeinek elsajátítására vonatkoztatta. (Követői, elsősorban Tuiskon Ziller, formális fokozatok néven tették ismertté ezt a rendszert.)

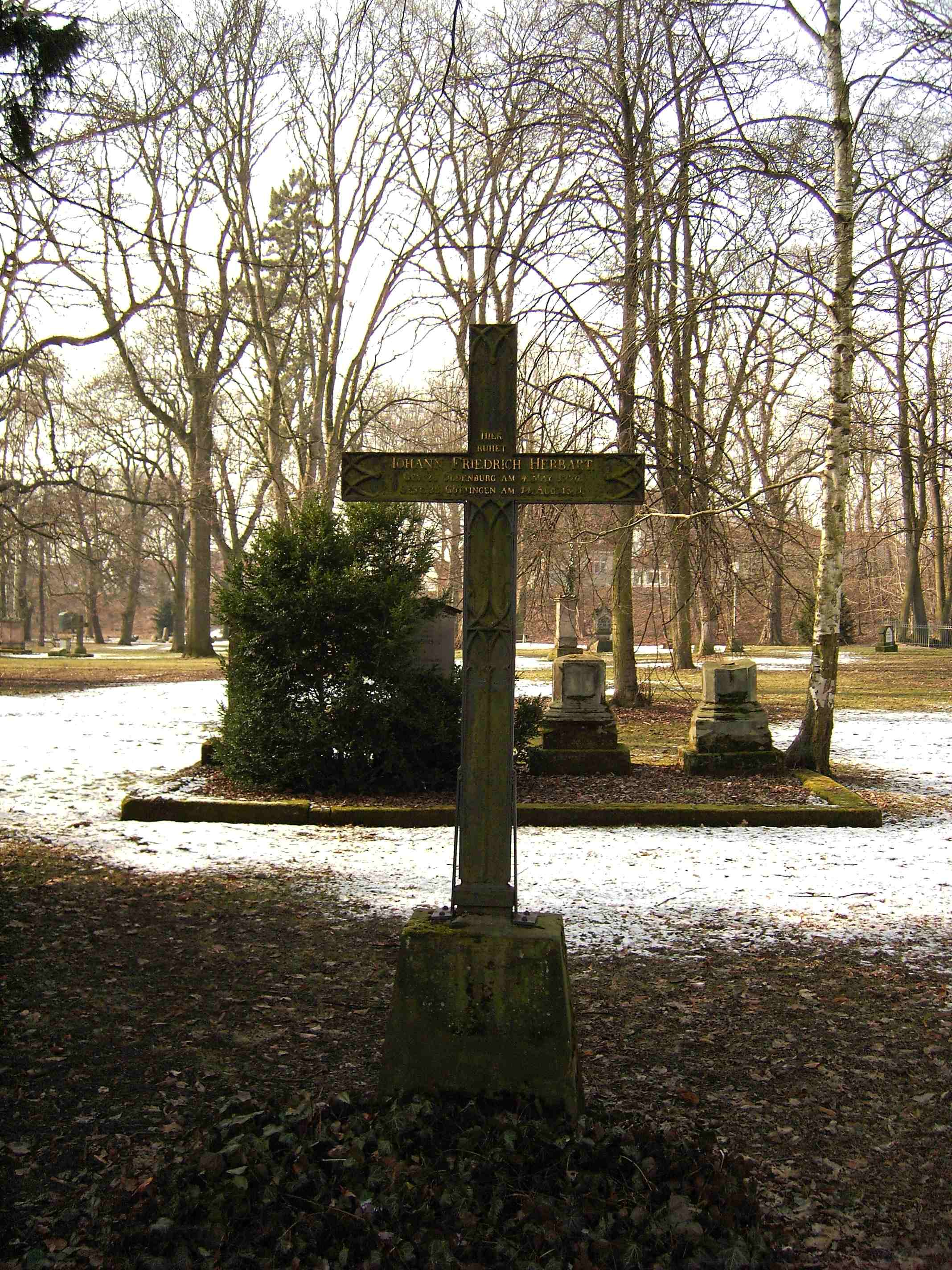
Sírja Göttingenben

Bár Herbart az oktatást tekintette a nevelés fő eszközének, a nevelési folyamat igazi betetőzését mégis a vezetés (Zucht; a szaknyelvben általában fegyelmezésként fordítják) jelenti. Az oktatás eredményének a helyes erkölcsi belátásnak kell lennie, a vezetés az erkölcsi eszmék értelmében való cselekvésre irányul. Ez utóbbi közvetlenül a növendék kedélyére hat, ezért mindaddig feltételezi a nevelővel való folyamatos érintkezést, míg a növendék kellő érettség birtokában, saját belátását követve nem teszi a jót. (Míg tehát a külsőleges drill, a kormányzás sajátos időszaka a kisiskolás kor, a bizalmat előlegező gyengéd tapintattal élő vezetés a nevelés középiskolai szakaszának sajátossága.)
A korabeli német polgársághoz, annak erkölcsi felfogásához való kötődése tükröződik etikájában is. További sajátossága pedagógiájának az alapjául szolgáló mechanikus asszociációs pszichológia, valamint célkitűzésének individualizmusa, amely a nevelés célját kizárólag az egyénben keresi, és nem utolsósorban az a körülmény, hogy a testi nevelés kérdéseit kirekeszti a neveléstudomány területéről. Mivel követőinek értelmezésében a nevelőképzésre és az iskolai gyakorlatra károsan hatottak az oktatási folyamat tagolására vonatkozó nézetei, ezért a 19–20. század fordulójának pedagógiai reformmozgalmai élesen szembefordultak vele.
Herbart pedagógiájának kétségtelenül pozitív oldala, hogy a nevelésre vonatkozó fogalmakat összefüggő rendszerbe foglalta, minden kérdést a nevelés végső céljának rendelve alá. Az oktatást tekintette a nevelés fő eszközének, rámutatott az érdeklődésnek, mint a tanulás motívumának és eredményének kettős jelentőségére, és helyesen emelte ki a pedagógia lélektani megalapozásának szükségességét. Pszichológiai tanításainak az az érdemük, hogy Herbart a lelki életet egységként fogta fel, és ezzel meghaladta a Wolff-féle képesség-lélektani szemléletet, amely az egyes pszichikai funkciók mögött különálló erőket feltételez, és amelynek továbbélése időnként máig felismerhető a különböző nevelési „területekről" szóló fejtegetésekben.

## Filozófiai nézetei
Előbb Kant híve, későbben a kanti bölcselet realisticus elemének és az eleaták, továbbá Platón és Leibniz tanainak némi méltatásával ugyan, de mégis egészen saját bölcseleti iskolát alapított. Ő nem áll közös alapon elődeivel és kortársaival, halomra dönti a speculatio régi töltéseit; amit eddig a bölcselkedő szellem létesített, az mind tévedés vagy kérdéses dolog. Rendkívüli ereje, ritka éles látása, törhetetlen buzgalma, lángelméjű találékonysága, szemlélődő tehetségének igen sajátságos, de nagyszerű volta, az ellentmondások kérdésében óriási nehézségek közt vívott harca mindenkit ámulatba ejtenek és szellemi felüdüléssel, formális haszonnal jutalmaznak.
Herbart bölcselkedését illetőleg nem idegenkedünk Rosenkrantz azon szavaival élni, hogy az nem lehet egy nemzet közbirtokává, mert: 1) elvére, a való lények föltétére nézve, rejtelmes, határozatlan; 2) mert az elv az egyes tudományok kialakításában kötve marad, és így rendszeres szervezet nem érhető el; 3) mert Herbart az ember értelmiségét képzetek gépies folyamatára szállítja le és az alanyi szabadságnak minden képzeteken fölül álló hatalmát mellőzi; 4) mert gyakorlati bölcseletében az akarat autonomikus szabadságát tagadja, mely pedig az indoklást nem akadályozza, mint ő tévesen hitte; 5) mert a vallási hit szükségességéről sok helyen egész határozottsággal szól, de Isten fogalmának pontos meghatározásától irtózik. Ily homályos, zavart és meddő elvű bölcselet, mondja, melynek végrehajtása annyira hézagos, szerkezete oly mesterkélt, mely olyan határozottan ellentmond az elméleti és gyakorlati szabadságnak- ily bölcselet, mint kritikai szabálytalanság élénk munkát adhat ugyan barátainak arra, hogy azt mégis érvényesíteni és folytonos átalakítások által közönségük előtt láthatóvá tenni megkíséreljék, de egyébre nem szolgálhat (Garamszeghi Lubrich Ágost, 1876).
Az mindenesetre nagy érdeme, hogy a nevelést bölcseleti kutatásaiba annyira belevonta, mint előtte senki, és külön művekben (Pestalozzi’s Idee eines ABC der Anschauung, untersucht und wissenschaftlich ausgeführt, Allgemeine Paedagogik, aus dem Zwecke der Erziehung abgeleitet, Umriss paedagogischer Vorlesungen) összefüggésben tárgyalja azokat. A neveléstant a bölcselet részének tekinti, éppen úgy, mint a bölcseleti természettant, vagy a politikát azon tanok egyikének, melyekben a bölcselet elméleti részei kipróbálásra kerülnek.
A lélek- és erkölcstan két fő forrása a neveléstannak. Herbart rendszere kerekded, összefüggő egészet képez, de amely a kereszténységnek, nem ad helyet, már csak azért sem, mert Herbart sokat kertel ugyan a kereszténység körül, de elvetve az eredeti bűn tanát, az eredeti szabadságot, s a lelket egészen közönyösnek tartván, ezzel elveti a kereszténységet is. A nevelés célját illetőleg a kanti neveléstan hatott rá; de a lélektanban kereken elveti a lelki tehetségek (színleges) elválasztását, a lelket a maga egységében fogja fel és a lélektant mennyiségtanilag akarja megállapítani, a lélek egész életét képzetekből építi fel és ezeket a lélek önfenntartásának tartja. Sok becses anyag is van nevelési műveiben, főleg a gyakorlati utasításokat illetőleg, de amely máshol is fellelhető, ajánlatossá, de nem pótolhatatlanná teszi Herbart olvasását (Garamszeghi, 1876).
Nézetei, nem mindig állják ki a próbát (Grafe). Herbart neveléstanának fő forrása a lélektan, ez pedig mennyiségtani alapra épít, ez az alap pedig, mint „Herbart bölcseleti rendszerének alaptévedései”. Midőn Herbart a lélek tehetségeinek felosztását és képes elnevezéseit elveti, a feloszthatatlan lélekkel nem boldogulva, ő maga is ugyanazt cselekszi, és Rosenkrantz szerint lélektanának hiányossága, valamint erkölcstanának önelvűsége, nagyon kirí pedagogikájából is. Mivel neki az emberi szellem nem egyéb, mint képzetekből épített gép, azért a nevelés nem lehet neki egyéb adásnál és megvonásnál. „Az embert, amint akarjuk, vad állattá, vagy személyesített ésszé képezhetjük”, ilyen minden észlelésnek ellentmondó fölvetésre kellett Herbartnak jutnia.(Schmidt K.)
Herbart rendszere Fichte közvetlen hatása alatt, Kant rendszeréből indul, csakhogy Fichtével ellentétes irányban. Kant azt tanította, hogy ismeretünk csak a tapasztalat körére vonatkozik, a magánvaló (Ding an sich) megismerhetetlen. Fichte az idealisztikus irányban ment tovább, megszüntetvén a magánvalót egészen, úgy hogy az egész tudást az énből kellett származtatni. Herbart ellenkezőleg, a tapasztalat fogalmát akarja továbbfejleszteni. A tapasztalat oly fogalmakat szolgáltat, melyek, hogy igazi megismerést adjanak, további feldolgozást (Bearbeitung) kívánnak meg, s e feldolgozás különböző fajtái szerint alakulnak a filozófia különböző részei.

## A Herbart-i iskola
Herbart pedagógiája csak halála után vált szélesebb körben ismertté, de akkor nagy erővel terjedt, kialakult a herbartiánizmus. Németországban csakhamar úgyszólván korlátlan uralomra tett szert, de az osztrák, cseh és magyar területeken is terjedt. Térhódítása még századunk elején is folytatódott, bár éppen szülőhazájában már a 19. század végétől erősen bírálták újabb irányzatok, különösen a reformpedagógia képviselői.
Herbart szellemében írta neveléstanát Theodor Waitz (Allgemeine Paedagogik). De akik legtovább fejlesztették a herbarti neveléstant, azok Karl Volkmar Stoy. A herbartianizmus követője és továbbfejlesztője Tuiskon Ziller, aki nemcsak elméleti-gyakorlati kiépítését adja annak leginkább Grundlegung der Lehre vom erziehenden Unterricht című művében, hanem egy mintaiskolát is tart fenn Lipcsében, amely a herbarti iskola megtestesítéséért küzd és tanítókat képez.

### A Herbart iskola fő képviselői (válogatás)
|  |  |  |  | - Hermann Bonitz (1814–1888) - Friedrich Wilhelm Dörpfeld (1824–1893) - Moritz Wilhelm Drobisch (1802–1896) - Josef Durdík (1837–1902) - Franz Serafin Exner (1802–1853) - Otto Frick (1832–1892) - Gustav Hartenstein (1808–1890) - Karl Kehrbach (1846–1905) - Karl Wilhelm Eduard Mager (1810–1858) | - Wilhelm Rein (1847–1929) - Heymann Steinthal (1823–1899) - Karl Volkmar Stoy (1815–1885) - Ludwig von Strümpell (1812–1899) - Theodor Vogt (1835–1906) - Theodor Waitz (1821–1864) - Otto Willmann (1839–1920) - Tuiskon Ziller (1817–1882) |

### Magyar vonatkozások
A magyar pedagógiát, pedagógiai gondolkodást hosszú időig uralta Herbart és követői elmélete. Jeles magyar követői közé sorolhatjuk Kármán Mórt, de Herbart eszméit, elméletét részletesen ismertette egyetemi előadásaiban Fináczy Ernő és Prohászka Lajos is. – Pl. A tanítóknak a nagyszombati tanítóképző intézet igazgatója Regéczy József (Kassa, 1851. február 6. – Nagyszombat, 1895. március 21.) a Kalauz című pedagógiai lapot adta ki 1886–1892 között, ebben Herbart oktatási-nevelési elveit népszerűsítette. Stb. – A magyarországi pedagógusképzés intézményeiben 1945-ig részletesen oktatták Herbart elméletét illetve a herbartizmus különböző elméleteit, képviselőit (neoherbartizmus).

## Műveinek kiadásai (válogatás)
- Fő művein kívül számos kisebb művet és értekezést írt; összegyűjtve először 1850–1852 között jelentek meg művei Hartenstein kiadásában 12 kötetben, utánnyomás 1883–1893
- De Kehrbach is, ugyancsak 12 kötetben kiadta Herbart műveit, kronológiai sorrendben, melyből 1882–1894 közt 9 kötet jelent meg
- A pedagógiai műveket Willman külön adta ki, Herbart Pädagogische Schriften (2. kiad.,2. köt.1880); továbbá Bartholomai (már 5. kiadás 1890–1891) és Wolff (Paderborn, 2. kötet. Továbbá Zeller Hergartische Reliquien (1870); Zimmermann R., „Ungedrückte Brife von und an Herbart” (1877)
- Pedagógiai előadások vázlata; bev. Fináczy Ernő, ford. Nagy J. Béla; s.n., Bp., 1932

## Fő művei (válogatás)
- Allgemeine Pädagogie (1806)
- Hauptpunkte der Metaphysik (1806–1808)
- Allgemeine Metaphysik (1806–1808)
- Allgemeine praktische Philosophie (1808)
- Lehrbuch der Psychologie (1816)
- Psyhologie als Wissenschaft (1824–1825)
- Umriss pädagogischer Vorlesungen (1835)

## Emlékezete
Születésnapjának 100. évfordulóján, 1876. május 4-én leplezték le mellszobrát szülővárosában.